# Wang Tao (Handballspielerin)
Wang Tao (chinesisch 王涛, Pinyin Wáng Tāo; * 14. Juni 1957) ist eine ehemalige chinesische Handballspielerin.

## Karriere
Wang Tao gehörte dem Kader der chinesischen Nationalmannschaft an. Bei den Olympischen Spielen 1988 in Seoul belegte sie mit der chinesischen Auswahl den sechsten Platz sowie bei den Olympischen Spielen 1996 in Atlanta den fünften Platz. Mit China gewann sie bei den Asienspielen 1990 die Silbermedaille. Im darauffolgenden Jahr gewann Wang Tao bei der Asienmeisterschaft die Bronzemedaille.